# Пиковые переживания
Пи́ковые пережива́ния, верши́нные пережива́ния (англ. Peak experiences) — введённое А. Маслоу обобщающее понятие для переживаний, связанных с внезапными ощущениями интенсивного счастья, полноты существования, которые нередко сопровождаются также сознанием некоторой «абсолютной истины» или единства всех вещей. 
Маслоу считал подобные переживания важной частью самоактуализации человека, и утверждал, что люди, в наибольшей степени реализующие свой потенциал, испытывают пиковые переживания чаще, чем среднестатистический человек. Также Маслоу связывал с этими переживаниями долговременные эффекты воздействия: одно такое переживание способно полностью изменить жизнь и мировосприятие человека.
А. Маслоу не относил пиковые переживания к изменённым состояниям сознания. Пиковые переживания являются высшим проявлением сознания для самоактуализирующейся психики.
Некоторые направления в психологии используют термин "пиковые переживания" и относят их к изменённым состояниям сознания,  которые могут быть вызваны воздействием психоактивных веществ — экзогенных или эндогенных (вырабатывающихся в организме человека, напр., диметилтриптамин).
Термин прочно вошёл в практику гуманистической, а также трансперсональной психологии. Понятие пиковых переживаний придало бо́льшую респектабельность трансперсональным идеям, перенниалистский характер трансперсональной психологии был задан именно в работах Маслоу по самоактуализации и пиковым переживаниям. Пиковые переживания описаны поэтами как моменты экстаза, а религиозными деятелями — как сокровенный мистический опыт. Некоторыми исследователями пиковые переживания отождествляются с духовными, трансперсональными и мистическими переживаниями (такими как смерть эго).
Экспериментальная проверка существования и адекватности описания пиковых переживаний Маслоу сталкивается с трудностями, в 1992 году Ларри Хьелл и Дэниел Зиглер указывали, что эмпирический статус теоретических конструкций гуманистической психологии Маслоу неясен.

## Общие характеристики
В этом контексте «пиковые переживания» — название, слово, концепция, которые выражают то общее, что существует в переживаниях любви, озарения, творчества, оргазма, ро́дов, мистических (океанических, космических) переживаниях, определённых атлетических переживаниях, эстетическом переживании и также некоторых других. Конечно, все они — личные, субъективные переживания, но я, слушатель, нашёл параллели среди всех этих переживаний, которые я затем смог преобразовать в абстрактное обобщение.
Оригинальный текст (англ.)“Peak experience” in this context is a name, a word, a concept that expresses the amount of sameness that exists among the experiences of love, insight, creativeness, orgasm, parturition, mystic (oceanic, cosmic) experiences, certain athletic experiences, esthetic experience, and some others as well. Of course, these are each personal, subjective experiences, but I, the listener, found similarities among all these experiences which I could then make into an abstract generalization.— Maslow, A.H. Peak Experiences as Acute Identity Experiences (англ.). — Am. J. Psychoanal., 1961. — Vol. 21. — P. 254—260. — doi:10.1007/BF01873126. Архивировано 12 сентября 2012 года.
Ключевыми характеристиками пиковых переживаний Маслоу считал 19 положений, которые не всегда выполняются одновременно, и которые в рамках познания, понимаемого им предельно широко, он сформулировал как:
1. Объект, на который направлено переживание, имеет тенденцию восприниматься как целое, обособленное от всех других, в отрыве от всех внешних связей, включая практическую полезность.
2. Всё внимание полностью сосредоточено на воспринимаемом объекте — это Маслоу называл «абсолютным вниманием».
3. Пропадает ощущение уровня значимости объекта — он воспринимается безотносительно к воспринимающему и ко всем людям вообще.
4. Повторное переживание не приводит к появлению скуки, привыкания — всегда восприятие объекта только обогащается, открываются новые детали.
5. Познание становится безличным и немотивированным, поднимаясь над корыстью и эгоцентризмом.
6. Пиковые переживания — самоценны, то есть ощущения от процесса их переживания сами по себе уже оправдывают их существование.
7. Все изученные Маслоу случаи пиковых переживаний характеризовались потерей ориентации во времени и пространстве.
8. Пиковые переживания никогда не бывают отрицательно окрашенными, они несут только радость и желание испытывать их снова и снова. Эту их отличительную особенность Маслоу интерпретирует, принимая тезис о более точном восприятии реальности во время пиковых переживаний, как уподобление человека Богу в процессе переживаний, когда «все бытие, если смотреть на него с "олимпийской" точки зрения и видеть лучшую его сторону, является нейтральным или хорошим, а зло, боль или опасность представляют собой феномен неполноты как результат неумения увидеть мир в его целостности и единстве и восприятия его только с эгоцентрической или слишком низкой точки зрения.»
9. «…пиковые переживания скорее абсолютны, чем относительны. Они не только находятся вне времени и пространства в том смысле, о котором я говорил выше, они не только безпредпосылочны и воспринимаются сами по себе, они не только относительно немотивированны и оторваны от интересов человека, они воспринимаются так, как будто существуют сами по себе, "где-то там", как будто они представляют собой восприятие реальности, не зависящей от человека и существующей вне его жизни.»
10. Познание в пиковых переживаниях более пассивно и созерцательно, чем в обычном состоянии.
11. Эмоции, вызываемые пиковыми переживаниями, имеют специфическую примесь «удивления, благоговения, почтения, смирения и подчинения величию переживания».
12. «Еще один парадокс, с которым нам придется разобраться, каким бы трудным он ни был, заключается в противоречивых сообщениях о восприятии мира. В некоторых описаниях, особенно мистических, религиозных или философских, весь мир предстает как абсолютно единое, живущее полноценной жизнью, существо. В других рассказах о пиковых переживаниях, особенно любовных и эстетических, одна частичка мира воспринимается так, будто на какое-то мгновение она и составляет весь мир. В обоих случаях речь идет о восприятии единства. Вероятно, тот факт, что в бытийном познании – будь то картины, индивида или теории – сохраняются все атрибуты Бытия в его целостности, то есть все бытийные ценности, проистекает из мимолетного восприятия данного конкретного объекта как единственного во всей вселенной.»
13. Познание в пиковых переживаниях отличается одновременным соединением абстрагирования и конкретизации без их противопоставления.
14. Личности на высших степенях самоактуализации синтезируют противоречия: они «одновременно эгоистичны и бескорыстны, индивидуалисты и коллективисты, рациональны и нерациональны, связаны с другими людьми и отстранены от них, поклоняются одновременно Дионису и Аполлону и т. д.»
15. Дополнительные уподобляющие человека Богу черты пиковых переживаний: всепрощение, всепонимание, сострадание, неосуждение, любовь к миру и людям «в их полноте и целостности, сколь бы ужасными они ни представлялись ему в его нормальном состоянии».
16. Восприятие в пиковых переживаниях очень часто идеографично — описательно, а не классифицирующе.
17. Полная краткосрочная потеря самоконтроля и настороженности, «освобождение от страхов, тревоги, скованности, нерешительности и сдерживающих начал».
18. По терминологии Маслоу — «динамическая параллельность или изоморфизм между внешним и внутренним»: усиливая и обретая в процессе пикового переживания внутренние характеристики личности, такие как единство, простота, красота, истинность и т. д., человек всё сильнее воспринимает и видит эти ценности во внешнем мире и «соответственно приближается к своему Бытию (к своему совершенству, возможности стать совершенным самому по себе)».
19. В терминах психоанализа, в пиковых переживаниях происходит «слияние эго, подсознания, супер-эго и эго-идеала, сознания, предсознания и бессознательного, первичных и вторичных процессов, синтез принципа удовольствия с принципом реальности, бесстрашный здоровый регресс во имя большей зрелости, истинного объединения личности в одно целое на всех уровнях».

Эти определения Маслоу, содержащиеся в его оригинальных работах, считаются наилучшим описанием пиковых переживаний, и используются в их операциональных определениях в эмпирической психологии.

## Пиковые переживания, мистические переживания и религия
Эти переживания, согласно Маслоу, составляют основу всех религий, которые пытаются посредством метафорического образного языка теологии передать людям, не испытывающим таких переживаний, их суть.

## Эпистемология пиковых переживаний
Маслоу считал, что несмотря на то, что познание в моменты пиковых переживаний кажется человеку, их испытывающему, несомненно верным и самоподтверждающим, самоценным, практика науки и техники полна примеров как подтвердившихся «озарений», так и оказавшихся неверными. С другой стороны наличие подтвердившихся озарений, согласно книге Маслоу «Религии, ценности и пиковые переживания» (1970), «подтверждает положение, что знание, полученное путём переживания пиковых озарений, может быть проверено и может быть ценно» ("…support the proposition that the knowledge obtained in peak-insight experiences can be validated and valuable"). 